# 염돈웅
염돈웅(한국 한자: 廉敦雄), 1994년 2월 22일 ~ )는  KPGA 소속의 대한민국의 골프 선수이다. 골프 뿐만아니라 방송인으로 활동하고 있다. 염해인의 오빠이다.

## 가족 관계
- 여동생: 염해인 (1995년~)